# Army Men: Operation Meltdown
Army Men: Operation Meltdown, ou Army Men: World War en Amérique du Nord, est un jeu vidéo de stratégie et de tir, sorti en 2000 sur console PlayStation et sur Windows, développé et édité par The 3DO Company.

## Accueil
L'agrégateur MobyGames attribue une moyenne de 45 % au jeu, basée sur 10 critiques.